# 李百薬
李 百薬（り ひゃくやく、565年 - 648年）は、唐の官僚・歴史家。字は重規。本貫は博陵郡安平県。

## 経歴
隋の内史令の李徳林の子として生まれた。父の李徳林は北斉の歴史書を書いていたが、完成できなかった。
百薬は幼い頃病弱で、祖母の趙氏にそのために「百薬」と名づけられた。7歳で文章をよくし、父の友の陸乂と徐陵の文を読み、難解な一節を読みこなしたので驚かれた。蔭官により三衛長として仕官した。隋の開皇初年、太子通事舎人・東宮学士に任ぜられた。開皇19年（599年）、仁寿宮に召されて、父の安平郡公の爵位を継いだ。楊素や牛弘らに才能を愛され、礼部員外郎に任ぜられた。命を受けて五礼や律令や陰陽の書を定めた。
かつて病のため舎人を辞任したとき、楊広（後の煬帝）が揚州にいて、百薬を召したが百薬は赴かなかった。そのため煬帝が即位すると、爵位を奪われ、桂州司馬に左遷された。そこで官を退いて郷里に帰った。大業9年（613年）、会稽にあって管崇の乱に遭い、城を守るのに功績を挙げて、建安郡丞に任ぜられた。
隋末に江南では乱が続き、沈法興・李子通・杜伏威らが興亡したが、百薬はかれらの下を転々とした。唐の高祖李淵が杜伏威を招諭したとき、百薬は杜伏威を説得して長安に向かわせた。杜伏威は途中で後悔して百薬を殺そうとしたが、王雄誕の保護で救われた。輔公祏が叛くと、吏部侍郎に任ぜられた。高祖は「百薬も叛いた」と怒ったが、杜伏威が百薬を殺すよう輔公祏に命じた手紙をえて、百薬の一命を許した。唐が輔公祏を平定すると、百薬は涇州司馬に左遷された。
貞観元年（627年）、中書舎人に任ぜられ、安平県男に封ぜられた。翌貞観2年（628年）、礼部侍郎となった。ときに皇族や功臣に土地を分け与える議論が起きたが、百薬は「封建論」を上書して反対の論陣を張り、太宗は百薬の意見を採って取りやめた。貞観4年（630年）、太子右庶子に任ぜられた。太子李承乾の素行が改まらないので、「賛道賦」を作って太子を諫めた。
父の遺稿を引き継いで北斉の歴史書を書きつづり、貞観10年（636年）に完成させて、『斉書』といった。後の南朝梁に蕭子顕の『南斉書』と区別して『北斉書』と改名された。
貞観22年（648年）、84歳で没した。子に李安期があった。

## 伝記資料
- 『旧唐書』巻72 列伝第22
- 『新唐書』巻102 列伝第27